# Sofía Toro
Sofía Toro Prieto-Puga (La Coruña, 19 agosto 1990) è una velista spagnola.

## Palmarès
Olimpiadi
- 1 medaglia:
  - 1 oro (Elliott 6m a Londra 2012).